# Ў
Ў, ў es una letra del alfabeto cirílico, usada en el bielorruso. La letra se llama u no silábica o u corta (en bielorruso: у нескладовае, u nyeskladovaye o у кароткае, u karotkaye) en bielorruso, ya que aunque recuerda a la vocal у (u), no forma sílabas. Su equivalente en el alfabeto latino bielorruso es ŭ.
Esta letra no se usa en ninguna otra lengua eslava. Además de las lenguas no eslavas que usan el alfabeto cirílico, ў es usada en el idioma dungan y en el idioma yupik siberiano. También fue usada en uzbeko antes de la adopción del alfabeto latino en 1992.

## En bielorruso
En palabras bielorrusas nativas, ў representa la consonante fricativa bilabial sonora, como en хлеў /xlʲeʊ/ (xljeŭ, «cabaña»), o воўк [vɔʊk] (voŭk, «lobo»). Es similar a la w en el inglés cow /kaʊ/ («vaca»). La letra ў no puede aparecer antes de una vocal; si la gramática requiriera esto, ў se reemplazaría por в /v/. Compara хлеў (/xlʲeʊ/ xljeŭ) con за хлявом (/za xlʲaˈvom/ za xljavóm, «detrás de la cabaña»). Además, cuando una palabra que empieza con у /u/ sigue a una vocal, de manera que forma diptongo mediante liaison, esta es usualmente, aunque no necesariamente, reemplazada por una ў. Por ejemplo, у хляве /u xlʲaˈvʲe/ (u xljavjé, «en la cabaña») pero увайшлі яны ў хлеў /uvajʃˈlʲi jaˈnɨ ʊ xlʲeʊ/ (uvajšlí janý ŭ xljeŭ, «ellos fueron a la cabaña»).
La letra ў también se usa para representar la aproximante labiovelar /w/ en extranjerismos.